# Grand Prix Španělska 2007
Velká cena Španělska ('XLIX Gran Premio Telefónica de España) vozů Formule 1 se v roce 2007 jako 772. Grand Prix konala 13. května na okruhu Catalunya. Závod se jel na 66 kol po 4,655 km, celkem tedy na 307,104 kilometrů. Skončil 4. vítězstvím Felipe Massy a 195. vítězstvím pro Ferrari a také 92. vítězstvím pro Brazílii a 118. vítězstvím pro vůz se startovním číslem 5.

## Výsledky

### Pořadí v cíli
| Pozice | Jezdec               | Vůz               | Čas         |
| ------ | -------------------- | ----------------- | ----------- |
| 1      | Felipe Massa         | Ferrari F2007     | 1h31:36,230 |
| 2      | Lewis Hamilton       | McLaren MP4/22    | á           |
| 3      | Fernando Alonso      | McLaren MP4/22    | á           |
| 4      | Robert Kubica        | BMW Sauber F1.07  | á           |
| 5      | David Coulthard      | Red Bull RB3      | á           |
| 6      | Nico Rosberg         | Williams FW29     | á           |
| 7      | Heikki Kovalainen    | Renault R27       | á           |
| 8      | Takuma Sató          | Super Aguri SA07  | á 1 kolo    |
| 9      | Giancarlo Fisichella | Renault R27       | á 1 kolo    |
| 10     | Rubens Barrichello   | Honda RA107       | á 1 kolo    |
| 11     | Anthony Davidson     | Super Aguri SA07  | á 1 kolo    |
| 12     | Jenson Button        | Honda RA107       | á 1 kolo    |
| 13     | Adrian Sutil         | Spyker F8-VII     | á 2 kola    |
| 14     | Christijan Albers    | Spyker F8-VII     | á 2 kola    |
| Kolo   | Odstoupili           | -                 | -           |
| 46     | Nick Heidfeld        | BMW Sauber F1.07  | Převodovka  |
| 44     | Ralf Schumacher      | Toyota TF107      |             |
| 19     | Vitantonio Liuzzi    | Torro Rosso STR02 |             |
| 9      | Scott Speed          | Torro Rosso STR02 |             |
| 9      | Kimi Räikkönen       | Ferrari F2007     |             |
| 8      | Jarno Trulli         | Toyota TF106      |             |
| 7      | Mark Webber          | Red Bull RB3      |             |
| 1      | Alexander Wurz       | Williams FW29     |             |

### Nejrychlejší kolo
Felipe Massa- Ferrari F2007- 1:22.680
- 4. nejrychlejší kolo Felipe Massi
- 196. nejrychlejší kolo pro Ferrari
- 74. nejrychlejší kolo pro Brazílie
- 87. nejrychlejší kolo pro vůz se startovním číslem 5

### Vedení v závodě
- 1.-19. kolo Felipe Massa
- 20.- 22. kolo Lewis Hamilton
- 21.- 24. kolo Nick Heidfeld
- 25.-42. kolo Felipe Massa
- 43.- 47. kolo Lewis Hamilton
- 48.- 65. kolo Felipe Massa

### Postavení na startu
Felipe Massa- Ferrari F2007- 1:21.421
- 6. Pole position Felipe Massai
- 190. Pole position pro Ferrari
- 115. Pole position pro Brazílie
- 109. Pole position pro vůz se startovním číslem 5
- Modře startoval z boxu.
- Žlutě rozhodující čas pro postavení na startu.
- Červeně posunutí o deset míst na startu – výměna motoru

| *  | *                                     | *  | *                                     | Kvalifikace III.                      | Kvalifikace II.                       | Kvalifikace I.                        |
| -- | ------------------------------------- | -- | ------------------------------------- | ------------------------------------- | ------------------------------------- | ------------------------------------- |
| 1  | Felipe Massa Ferrari 1:21.421         |    |                                       | Felipe Massa Ferrari 1:21.421         | Felipe Massa Ferrari 1:20.597         | Lewis Hamilton McLaren 1:21.120       |
|    |                                       | 2  | Fernando Alonso McLaren 1:21.451      | Fernando Alonso McLaren 1:21.451      | Lewis Hamilton McLaren 1:20.713       | Felipe Massa Ferrari 1:21.375         |
| 3  | Kimi Räikkönen Ferrari 1:21.723       |    |                                       | Kimi Räikkönen Ferrari 1:21.723       | Kimi Räikkönen Ferrari 1:20.741       | Fernando Alonso McLaren 1:21.609      |
|    |                                       | 4  | Lewis Hamilton McLaren 1:21.785       | Lewis Hamilton McLaren 1:21.785       | Fernando Alonso McLaren 1:20.797      | Nick Heidfeld BMW 1:21.625            |
| 5  | Robert Kubica BMW 1:22.253            |    |                                       | Robert Kubica BMW 1:22.253            | Nick Heidfeld BMW 1:21.113            | Heikki Kovalainen Renault 1:21.790    |
|    |                                       | 6  | Jarno Trulli Toyota 1:22.324          | Jarno Trulli Toyota 1:22.324          | Robert Kubica BMW 1:21.381            | Kimi Räikkönen Ferrari 1:21.802       |
| 7  | Nick Heidfeld BMW 1:22.389            |    |                                       | Nick Heidfeld BMW 1:22.389            | David Coulthard Red Bull 1:21.488     | Robert Kubica BMW 1:21.941            |
|    |                                       | 8  | Heikki Kovalainen Renault 1:22.568    | Heikki Kovalainen Renault 1:22.568    | Jarno Trulli Toyota 1:21.554          | Nico Rosberg Williams 1:21.943        |
| 9  | David Coulthard Red Bull 1:22.749     |    |                                       | David Coulthard Red Bull 1:22.749     | Heikki Kovalainen Renault 1:21.623    | Giancarlo Fisichella Renault 1:22.064 |
|    |                                       | 10 | Giancarlo Fisichella Renault 1:22.881 | Giancarlo Fisichella Renault 1:22.881 | Giancarlo Fisichella Renault 1:21.677 | Takuma Sató Super Aguri 1:22.090      |
| 11 | Nico Rosberg Williams 1:21.968        |    |                                       |                                       | Nico Rosberg Williams 1:21.968        | Anthony Davidson Super Aguri 1:22.295 |
|    |                                       | 12 | Rubens Barrichello Honda 1:22.097     |                                       | Rubens Barrichello Honda 1:22.097     | David Coulthard Red Bull 1:22.491     |
| 13 | Takuma Sató Super Aguri 1:22.115      |    |                                       |                                       | Takuma Sató Super Aguri 1:22.115      | Jarno Trulli Toyota 1:22.501          |
|    |                                       | 14 | Jenson Button Honda 1:22.120          |                                       | Jenson Button Honda 1:22.120          | Rubens Barrichello Honda 1:22.502     |
| 15 | Anthony Davidson Super Aguri 1:22.295 |    |                                       |                                       | Anthony Davidson Super Aguri ****     | Jenson Button Honda 1:22.503          |
|    |                                       | 16 | Vitantonio Liuzzi Toro Rosso 1:22.508 |                                       | Vitantonio Liuzzi Toro Rosso ****     | Vitantonio Liuzzi Toro Rosso 1:22.508 |
| 17 | Ralf Schumacher Toyota 1:22.666       |    |                                       |                                       |                                       | Ralf Schumacher Toyota 1:22.666       |
|    |                                       | 18 | Alexander Wurz Williams 1:22.769      |                                       |                                       | Alexander Wurz Williams 1:22.769      |
| 19 | Mark Webber Red Bull 1:23.398         |    |                                       |                                       |                                       | Mark Webber Red Bull 1:23.398         |
|    |                                       | 20 | Adrian Sutil Spyker 1:23.811          |                                       |                                       | Adrian Sutil Spyker 1:23.811          |
| 21 | Christijan Albers Spyker 1:23.990     |    |                                       |                                       |                                       | Christijan Albers Spyker 1:23.990     |
|    |                                       | 22 | Scott Speed Toro Rosso ****           |                                       |                                       | Scott Speed Toro Rosso ****           |

### Sobotní tréninky
| 1  | Lewis Hamilton McLaren 1:21.233       | 2  | Fernando Alonso McLaren 1:21.312      |
| 3  | Robert Kubica BMW 1:21.364            | 4  | Nick Heidfeld BMW 1:21.464            |
| 5  | David Coulthard Red Bull 1:21.556     | 6  | Felipe Massa Ferrari 1:21.659         |
| 7  | Kimi Räikkönen Ferrari 1:21.829       | 8  | Anthony Davidson Super Aguri 1:21.845 |
| 9  | Nico Rosberg Williams 1:21.953        | 10 | Heikki Kovalainen Renault 1:22.067    |
| 11 | Giancarlo Fisichella Renault 1:22.140 | 12 | Jarno Trulli Toyota 1:22.174          |
| 13 | Rubens Barrichello Honda 1:22.274     | 14 | Takuma Sató Super Aguri 1:22.295      |
| 15 | Scott Speed Toro Rosso 1:22.314       | 16 | Ralf Schumacher Toyota 1:22.570       |
| 17 | Jenson Button Honda 1:22.744          | 18 | Mark Webber Red Bull 1:22.759         |
| 19 | Alexander Wurz Williams 1:23.020      | 20 | Vitantonio Liuzzi Toro Rosso 1:23.367 |
| 21 | Adrian Sutil Spyker 1:23.584          | 22 | Christijan Albers Spyker 1:23.817     |

### Páteční tréninky
| *  | I. Trénink                            | *  | II. Trénink                           |
| -- | ------------------------------------- | -- | ------------------------------------- |
| 1  | Lewis Hamilton McLaren 1:21.880       | 1  | Fernando Alonso McLaren 1:21.397      |
| 2  | Fernando Alonso McLaren 1:22.268      | 2  | Giancarlo Fisichella Renault 1:21.684 |
| 3  | Kimi Räikkönen Ferrari 1:22.291       | 3  | Heikki Kovalainen Renault 1:21.966    |
| 4  | Robert Kubica BMW 1:22.446            | 4  | Felipe Massa Ferrari 1:22.048         |
| 5  | Felipe Massa Ferrari 1:22.565         | 5  | Lewis Hamilton McLaren 1:22.188       |
| 6  | Anthony Davidson Super Aguri 1:22.665 | 6  | Kimi Räikkönen Ferrari 1:22.251       |
| 7  | Jarno Trulli Toyota 1:22.740          | 7  | Nico Rosberg Williams 1:22.415        |
| 8  | Ralf Schumacher Toyota 1:22.843       | 8  | Nick Heidfeld BMW 1:22.543            |
| 9  | Nico Rosberg Williams 1:23.048        | 9  | Mark Webber Red Bull 1:22.589         |
| 10 | Jenson Button Honda 1:23.114          | 10 | Scott Speed Toro Rosso 1:22.617       |
| 11 | Alexander Wurz Williams 1:23.131      | 11 | Robert Kubica BMW 1:22.710            |
| 12 | Nick Heidfeld BMW 1:23.170            | 12 | David Coulthard Red Bull 1:22.719     |
| 13 | Takuma Sató Super Aguri 1:23.316      | 13 | Jenson Button Honda 1:22.808          |
| 14 | Heikki Kovalainen Renault 1:23.322    | 14 | Rubens Barrichello Honda 1:22.926     |
| 15 | Giancarlo Fisichella Renault 1:23.397 | 15 | Alexander Wurz Williams 1:22.950      |
| 16 | David Coulthard Red Bull 1:23.428     | 16 | Vitantonio Liuzzi Toro Rosso 1:23.143 |
| 17 | Mark Webber Red Bull 1:23.444         | 17 | Ralf Schumacher Toyota 1:23.219       |
| 18 | Rubens Barrichello Honda 1:23.479     | 18 | Jarno Trulli Toyota 1:23.307          |
| 19 | Adrian Sutil Spyker 1:23.954          | 19 | Takuma Sató Super Aguri 1:23.493      |
| 20 | Vitantonio Liuzzi Toro Rosso 1:24.104 | 20 | Anthony Davidson Super Aguri 1:23.497 |
| 21 | Scott Speed Toro Rosso 1:24.179       | 21 | Adrian Sutil Spyker 1:23.609          |
| 22 | Christijan Albers Spyker 1:24.396     | 22 | Christijan Albers Spyker 1:23.736     |

### Zajímavosti
- Druhý Hat trick pro Massu
- 40 podium pro Alonsa
- První bod pro Super Aguri

| Pole position | Vítězství     | Nej. kolo     |
| Brazílie      | Brazílie      | Brazílie      |
| Felipe Massa  | Felipe Massa  | Felipe Massa  |
| Ferrari F2007 | Ferrari F2007 | Ferrari F2007 |
| 1:21,421      | 1h31:36,230   | 1:22,680      |
| 205.819 km/h  | 198,102 km/h  | 202,685 km/h  |
| ------------- | ------------- | ------------- |

### Stav MS
| *  | Jezdec               | Body |
| -- | -------------------- | ---- |
| 1  | Lewis Hamilton       | 30   |
| 2  | Fernando Alonso      | 28   |
| 3  | Felipe Massa         | 27   |
| 4  | Kimi Räikkönen       | 22   |
| 5  | Nick Heidfeld        | 15   |
| 6  | Giancarlo Fisichella | 8    |
| 7  | Robert Kubica        | 8    |
| 8  | Nico Rosberg         | 5    |
| 9  | Jarno Trulli         | 4    |
| 10 | David Coulthard      | 4    |
| 11 | Heikki Kovalainen    | 3    |
| 12 | Ralf Schumacher      | 1    |
| 13 | Takuma Sató          | 1    |

| * | Vůz         | Body |
| - | ----------- | ---- |
| 1 | McLaren     | 58   |
| 2 | Ferrari     | 49   |
| 3 | BMW         | 23   |
| 4 | Renault     | 11   |
| 5 | Toyota      | 5    |
| 6 | Williams    | 5    |
| 7 | Red Bull    | 4    |
| 8 | Super Aguri | 4    |

| * | Stát           | Body |
| - | -------------- | ---- |
| 1 | Velká Británie | 34   |
| 2 | Španělsko      | 28   |
| 3 | Brazílie       | 27   |
| 4 | Finsko         | 25   |
| 5 | Německo        | 21   |
| 6 | Itálie         | 12   |
| 7 | Polsko         | 8    |
| 8 | Japonsko       | 8    |